# Петер Лишер
Петер Лишер је бивши швајцарски алпски скијаш. Победник је Светског купа у сезони 1978/79. и освајач сребрне медаље у комбинацији на Светском првенству 1982. у Шладмингу.

## Биографија
Петер Лишер се у почетку бавио скијањем на води. Седам пута је био првак Швајцарске у скијању на води а 1975. је одлучио да се такмичи у алпском скијању. Године 1985. морао је да престане да се бави скијањем, пошто је доживео тешку повреду колена у Бад Клајнкирхајму. Наредне године се оженио швајцарском скијашицом Фабјен Сера са којом има двоје деце.

## Освојени кристални глобуси
| Сезона | Дисциплина |
| ------ | ---------- |
| 1979.  | Укупно     |

## Победе у Светском купи
6 победа (1 у спусту, 1 у супервелеслалому, 1 у слалому и 3 у комбинацији)
| Сезона | Датум              | Место                                | Трка            |
| ------ | ------------------ | ------------------------------------ | --------------- |
| 1979.  | 10. децембар 1978. | Шладминг, Аустрија                   | Комбинација     |
| 1979.  | 28. јануар 1979.   | Гармиш-Партенкирхен, Западна Немачка | Слалом          |
| 1979.  | Комбинација        |                                      |                 |
| 1980.  | 16. децембар 1979. | Мадона ди Кампиљо, Италија           | Комбинација     |
| 1983.  | 5. фебруар 1983.   | Занкт Антон, Аустрија                | Спуст           |
| 1983.  | 9. фебруар 1983.   | Гармиш-Партенкирхен, Западна Немачка | Супервелеслалом |